# ケイヴ・フィッシャー
ケイヴ・フィッシャー(Cave Fisher)は、テーブルトークRPG『ダンジョンズ&ドラゴンズ』（D&D）に登場するカニとクモをかけ合わせたような魔獣である。「洞窟の漁師」の名称通り、この怪物は洞窟の頭上高くから糸を吐き出し、獲物を釣り上げることで知られている。

## 掲載の経緯
ケイヴ・フィッシャーはアドバンスト・ダンジョンズ&ドラゴンズ（AD&D）第1版の冒険シナリオ集、『Scourge of the Slave Lords』(1981、未訳)に収録された『Slave Pits of the Undercity』に初登場した。その後、『Monster ManualⅡ』(1983、未訳)に掲載された。『ドラゴン』135号(1988年6月)では、“ケイヴ・フィッシャーの生態”特集が組まれた。
第2版では、『Monstrous Compendium Volume One』(1989、邦題『モンスター・コンベンディウムⅠ』)に登場し、『Monstrous Manual』(1983、未訳)に再掲載された。
D&D第3版および3.5版では、『ドラゴン』355号(2007年5月)に登場するのみである。
D&D第4版では『モンスター・マニュアルⅢ』(2010)に以下の個体が登場している。
- ケイヴ・フィッシャーの幼虫／Cave Fisher Spawn
- ケイヴ・フィッシャーの釣り師／Cave Fisher Angler
- ケイヴ・フィッシャーの銛打ち／Cave Fisher Spiker
- ケイヴ・フィッシャーの銛打ち軍用虫／Cave Fisher line Spiker

ダンジョンの解説書『Into the Unknown: The Dungeon Survival Handbook』(2012、邦題『ダンジョン・サバイバル・ハンドブック　未知への冒険』)にもダンジョンに棲息するモンスターの1つとして紹介された。
D&D第5版では『Volo's Guide to Monsters』(2016、邦題『ヴォーロのモンスター見聞録』)に登場している。

## D&D以外のテーブルトークRPG

### パスファインダーRPG
パスファインダーRPGにてケイヴ・フィッシャーは『Bestiary 1』(2009、未訳)に登場している。

## 肉体的特徴
一般的なケイヴ・フィッシャーの体長は7フィート（約2.1m）、体重400ポンド（約180kg）ほどある。その外見はカニに似た、固い甲羅に覆われた8本足の甲殻類である。その内、上部にある2本は先端がハサミ状をしており、このハサミで獲物を捕らえ切り刻む。残りの6本は移動に用い、壁面や天井にへばりつくことができる。ケイヴ・フィッシャーがカニと大きく異なるヶ所は頭部にあり、そこにはゾウのように長い鼻がある。この鼻から糸を吐き出す。また、甲羅はごつごつした岩肌に似ていて、姿を隠すのに適している。

## 生態
ケイヴ・フィッシャーは洞窟などの環境に適応した高度な捕食者である。彼らの狩りは特殊なもので、洞窟の壁面をよじ登り、岩棚の上や裂け目の中、少なくとも30フィートほどの頭上に鎮座する。橋や渓谷など、獲物が通行するに細長く規則的になる個所が彼らの好む狩り場である。そこから釣り人のごとく口から細い粘液のある糸を垂らし、獲物が通り掛かるのを待ち続ける。この糸は驚くほど粘着力があり、獲物をすばやく拘束する。獲物がかかったら彼らは素早く巻取り、幼虫そして自らの餌にするべく巣へと持ち帰る。
ケイヴ・フィッシャーの中にはより強い糸を吐き出して、直接的な攻撃手段とする個体もいる。彼らはまず通常の糸を巻きつけて相手の身動きを封じてから、銛のように固くなった太い糸を吹き獲物の身体を貫く。名言はされていないが、この“銛打ち”がオスで、“釣り師”の方はメスであり、つがいとして活動している。
いずれにせよ、ケイヴ・フィッシャーの糸はとても硬く、また暗い洞窟では視認するのが困難である。糸の粘着力は純度の高いアルコール、あるいはそれに準ずる液体によって落とすことができる。この糸を斬るためには魔法によって強化された刃物が必要である。
ケイヴ・フィッシャーは洞窟内にある巣からあまり離れることはない。メスが卵を生み出すと、獲物を捕らえるのはオスの役目となる。卵は数ヶ月で孵化し、孵化した後は両親ともに幼虫を育てるべく狩りを行う。昆虫程度の知性しかないケイヴ・フィッシャーの幼虫の中でも弱く運がない者は兄弟たちの共食いの餌食となる。成育した個体は巣を離れ、新たな棲息地を捜し出す。
属性も多くの動物的本能に生きるものと等しく、“真なる中立”であり、第4版以降は“無属性”である。
ケイヴ・フィッシャーは普段は洞窟内を飛び回るコウモリやスタージを主食としているが、人間大の生物、とりわけてハーフリングは彼らの大好物である。ただ、自分たちが洞窟内の食物連鎖の頂点に立っていないことは熟知しているので、即座に反撃が飛んでくるような集団相手に攻撃を加えるリスクは避けようとする。彼らは十分に狡猾であり、人1人通るのがやっとの細長い通路で、最後尾の者を釣り上げるような芸当もこなす。地下河川など、船の行き交う場所の頭上は彼らにとって格好の狩り場であり、河川を使う船主たちは彼らを引きつけるために、獲物としての奴隷や家畜を投げ込んで彼らをやり過ごそうとする。
第5版になって、ケイヴ・フィッシャーは火を怖がる習性が加味された。これは彼らの血液がアルコールのような可燃性の液体であることが原因である。
ケイヴ・フィッシャーの吐き出した糸は薬品によって粘着質を取り除けば頑丈な絹糸になり、とても珍重されている。また、粘着力の元となっている糸腺は錬金術の原料となり、可燃性のある血液はそのまま発火剤として用いられる。また、迷宮内の住人の中にはケイヴ・フィッシャーの幼虫あるいは卵を盗み出し、警備や軍用として調教する物もいる。第4版に登場する“銛打ち軍用虫”はとりわけそのような軍事的改良を好むホブゴブリンによって調教された個体である。